# Décès en avril 2004
Décès
- 2000
- 2001
- 2002
- 2003
- 2004
- 2005
- 2006
- 2007
- 2008

Pour une information complémentaire, voir la page d'aide.

| Date      | Nom                     | Activités                                                                     | Âge      | Source |
| --------- | ----------------------- | ----------------------------------------------------------------------------- | -------- | ------ |
| 1er avril | Edouard Alexander       | Résistant et avocat d'affaires français                                       | 88       |        |
| 1er avril | Carrie Snodgress        | Actrice américaine                                                            | 58       |        |
| 2 avril   | Chaïbia Talal           | Peintre marocaine                                                             | 74 ou 75 |        |
| 4 avril   | Albéric Schotte         | Coureur cycliste belge                                                        | 84       |        |
| 5 avril   | Gébé                    | Dessinateur et scénariste de bandes dessinées français                        | 74       |        |
| 7 avril   | Victor Argo             | Acteur américain                                                              | 69       |        |
| 7 avril   | Claudévard              | Peintre et cartonnier suisse                                                  | 73       |        |
| 8 avril   | Chafik Abboud           | Peintre non figuratif libanais naturalisé français.                           | 77       |        |
| 9 avril   | Billy Richardson        | Footballeur international irlandais.                                          |          |        |
| 10 avril  | Jacek Kaczmarski        | Poète et chanteur polonais                                                    | 47       |        |
| 11 avril  | Paul Hamburger          | Pianiste, accompagnateur, chambriste et érudit anglais d'origine autrichienne | 83       | (en)   |
| 13 avril  | Roland Clauws           | Footballeur français.                                                         | 70       |        |
| 13 avril  | Dadamaino               | Peintre italienne                                                             | 73       | (it)   |
| 15 avril  | Gerhard Mair            | Footballeur autrichien                                                        | 61       |        |
| 17 avril  | Bernard Cathelin        | Peintre, lithographe et illustrateur français                                 | 84       |        |
| 17 avril  | Armando Pizzinato       | Peintre italien                                                               | 93       |        |
| 19 avril  | Ronnie Simpson          | Footballeur écossais.                                                         | 73       | (en)   |
| 22 avril  | Pat Tillman             | Footballeur et militaire américain                                            | 27       |        |
| 24 avril  | José Giovanni           | Romancier et cinéaste français                                                | 80       |        |
| 25 avril  | Andrés Catalá           | Joueur et entraîneur de football espagnol                                     | 81       | (es)   |
| 25 avril  | Jacques Rouxel          | Producteur de dessins animés français                                         | 73       |        |
| 26 avril  | Hubert Selby            | Écrivain américain                                                            | 75       |        |
| 28 avril  | Patrick Berhault        | Alpiniste français                                                            | 46       |        |
| 30 avril  | Boris Pergamenchtchikov | Violoncelliste soviétique puis russe                                          | 55       |        |
| 30 avril  | Caspar Pound            | Musicien britannique                                                          | 33       |        |